# آنا كابريرا
آنا كابريرا (بالإنجليزية: Ana Cabrera)‏ هي مذيعة أخبار أمريكية، ولدت في 13 مايو 1982.